# Gibbaeum haaglenii
Gibbaeum haaglenii är en isörtsväxtart som beskrevs av Franz Xaver von Hartmann. Gibbaeum haaglenii ingår i släktet Gibbaeum och familjen isörtsväxter. Inga underarter finns listade i Catalogue of Life.